# Matthias Sickert
 Matthias Sickert (* 1967 in Frankfurt am Main) ist seit 2005 stellvertretender Regierungssprecher der niedersächsischen Landesregierung und stellvertretender Leiter der Presse- und Informationsstelle der Staatskanzlei der niedersächsischen Landesregierung.
Matthias Sickert wuchs in West-Berlin auf und studierte an der Freien Universität Berlin Politikwissenschaften, Publizistik und Geschichte (Diplomarbeit 1993: „Politische Elite in den neuen Ländern“ bei Dietrich Herzog). Nach Zeiten der Tätigkeit für das Berliner Büro des Bundesvorstandes der FDP sowie PR-Trainees bei Ketchum PR, Berlin, Dorland Public Relations, Berlin, und BMW AG, München, war Sickert seit 1995 als Kommunikationsberater bundesweit für Verbände, Parteien, Institutionen und Unternehmen tätig. 
Sein Engagement bei den Wirtschaftsjunioren Deutschland, das hauptsächlich ehrenamtlich erfolgte, brachte Sickert die höchste Ehrung des Weltverbandes Junior Chamber International ein: Matthias Sickert wurde 2006 zum Senator ernannt.